# 曽宮一念

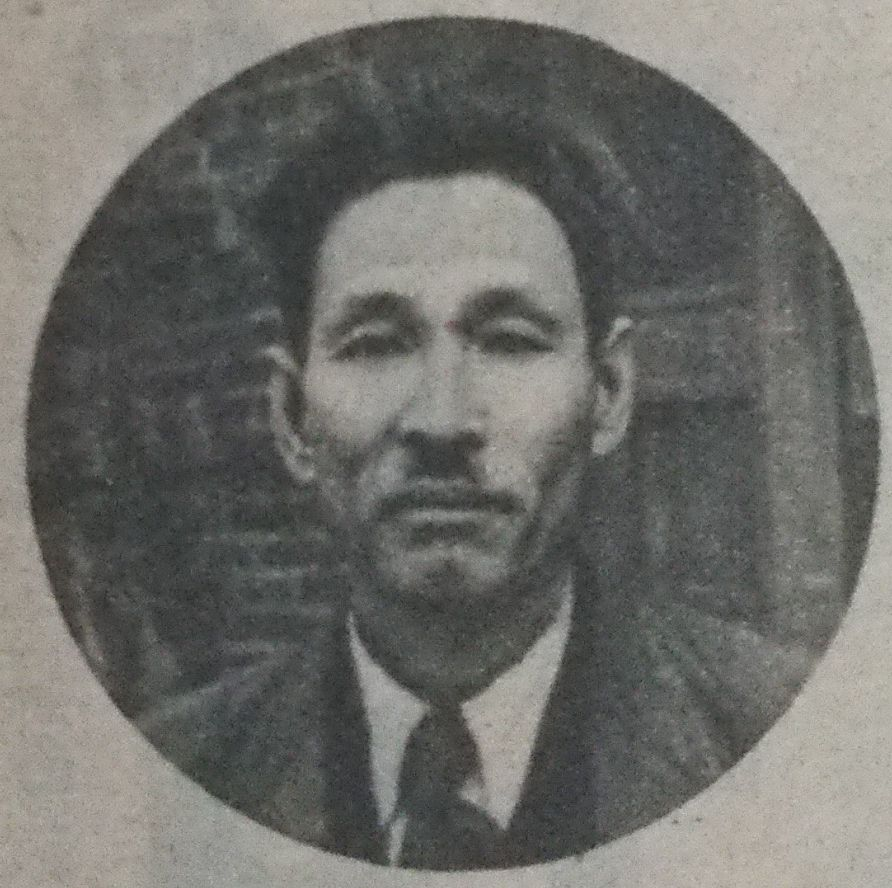
1951年頃

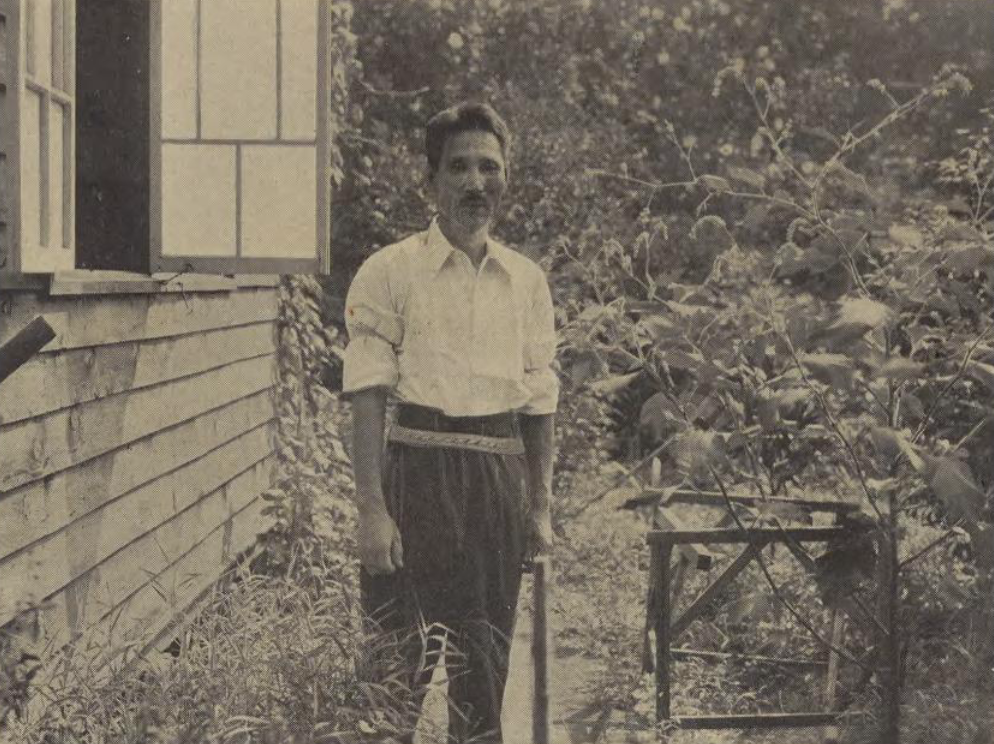
曽宮一念

曾宮 一念（そみや いちねん、Somiya Ichinen 1893年9月9日 - 1994年12月21日）は、日本の洋画家、随筆家、歌人。

## 略歴
東京市日本橋区漬町(現中央区日本橋浜町)に生まれた。本名は下田 喜七（しもだ きしち）。大下藤次郎、藤島武二、黒田清輝に指導を受ける。東京美術学校卒業後は山下新太郎に師事し、中村彝に兄事する。1914年、文展で褒状、1925年、二科展で樗牛賞を受賞、二科会、独立美術協会所属ののち1946年に国画会会員となる。1945年に度々作品の題材を得ていた静岡県富士宮市に移住して以降、同地で過ごした。1965年、視力障害のため国画会を退く。1971年、両眼失明のため画家を廃業。以降文筆や書、へなぶり（狂歌）をはじめる。「平野夕映え」「裾野の雲」などの風景画で知られる。文筆にも優れ、1959年に『海辺の熔岩』で日本エッセイスト・クラブ賞受賞。

## 年譜
※『曽宮一念略年譜』（江崎晴城編）による。

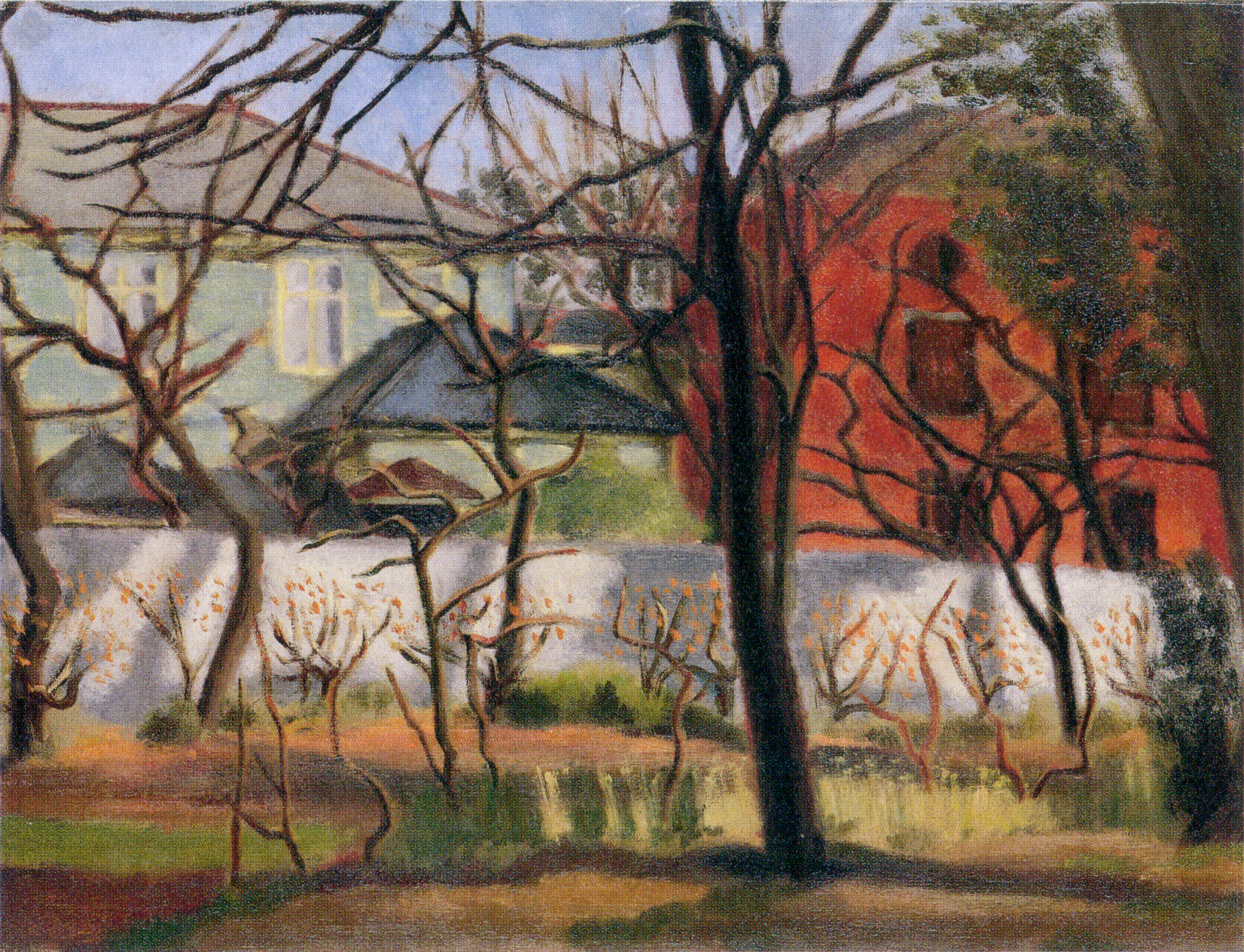
長男俊一 (1921年3月21日 - 1945年3月25日) による油彩画 (「風景」無言館蔵)

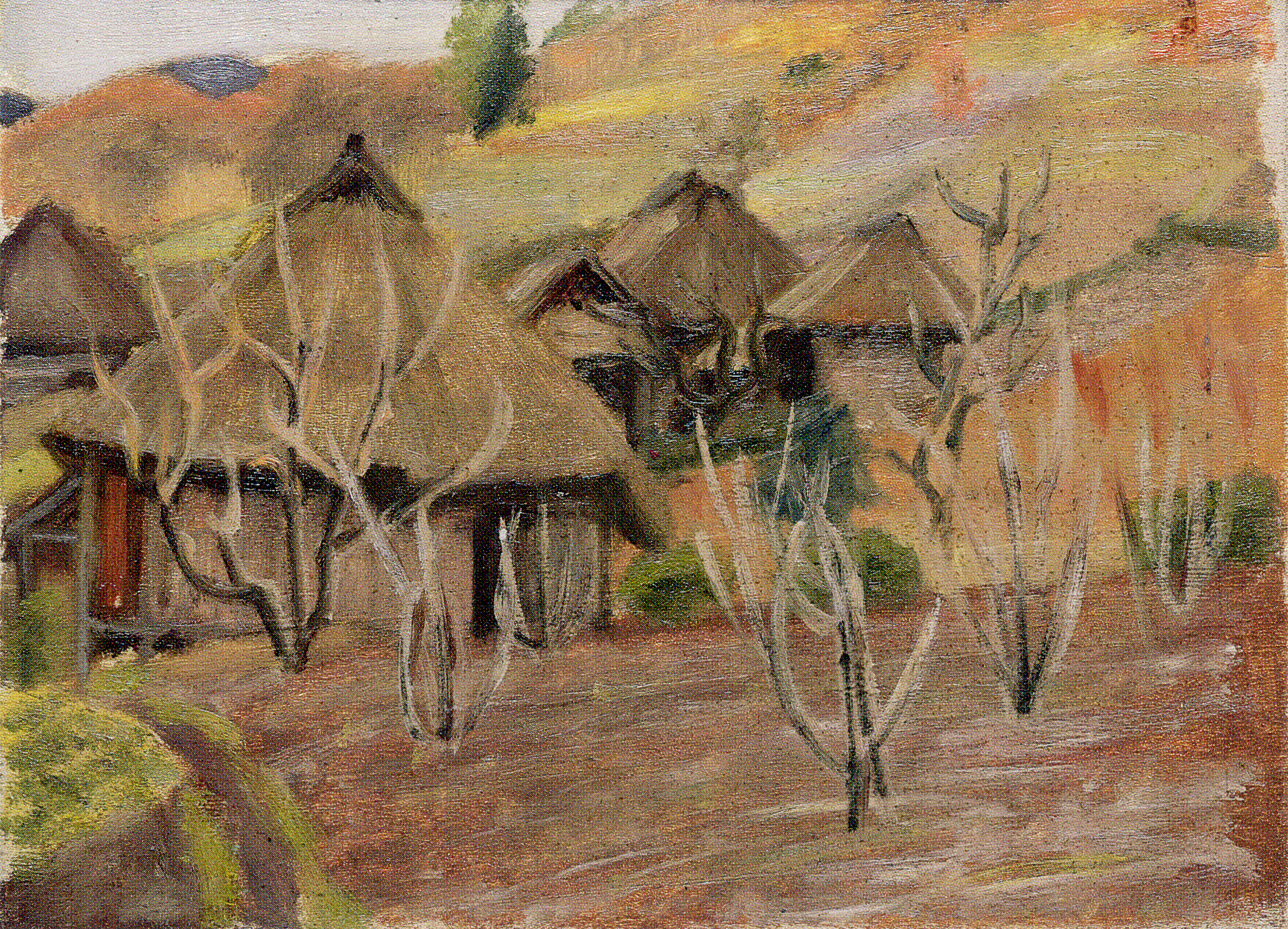
同上 (「風景」無言館蔵)

- 1893年（明治26年） 東京日本橋区浜町翁堂にて誕生。父・下田喜平、母・きみ
- 1894年（明治27年） 郵便報知新聞社、新聞用達会社の編集長などをつとめた曽宮禄祐・和歌の養子となる
- 1898年（明治31年） 日本橋区阪本幼稚園に入園
- 1899年（明治32年） 霊岸島小学校に入学。内木先生よりはじめて図画の写生法を知る
- 1904年（明治37年） 芝区神明町に転居。桜川小学校高等科に編入
- 1905年（明治38年） 大久保村百人町に転居
- 1906年（明治39年） 淀橋小学校を卒業。四谷区南伊賀町に転居。早稲田中学に入学。美育部に所属。図画教師山口大蔵に指導を受ける
- 1908年（明治41年） 日本水彩画会研究所の日曜教室で大下藤次郎、丸山晩霞、赤城泰舒らに水彩画を学ぶ
- 1911年（明治44年）（18歳）東北帝国大学農科大学林学科（現北海道大学農学部森林科学科）に進学を志すも父の希望で美校受験を準備、赤坂溜池の白馬会研究所でデッサンを学ぶ。早稲田中学卒業後、東京美術学校西洋画科に入学。藤島武二、黒田清輝、山下新太郎らに指導を受ける。同窓に賀来清三郎、草光信成、寺内萬治郎、鈴木保徳、耳野卯三郎、選科の高間惣七、編入の小絲源太郎ら。初の油彩「工部大学跡」を描く
- 1913年（大正2年） 光風会へ「桑畑」出品。養父・禄祐から一念の号を贈られる。同年、禄祐死去
- 1914年（大正3年）（21歳）母・和歌と下谷区桜木町に転居。今村繁三より援助はじまる。第8回文展で山中正吉商店を題材とした「酒倉」が入選、褒状を受賞[2]。田子浦村の井上恒也を訪ねる
- 1916年（大正5年）（23歳） 今村の新年会で中村彝を知り、以降兄事する。谷中初音町の桜井飯屋で彫刻家・中原悌二郎を知る。東京美術学校を卒業。同校研究科に進む。東京の私立成蹊中学校講師となる（同年4月～1917年12月）
- 1918年（大正7年） 友人の秋好実のすすめで妹・秋好綾子と結婚（成蹊・中村春二媒酌）。妻の実家の兵庫県・西宮町に滞在。福島県石川町私立中学校に赴任（同年11月～1919年3月）
- 1919年（大正8年） 第7回光風会で「娘」が今村奨励賞。秋、中村彝（下落合464）のすすめで西宮より下落合544の借家に転居。
- 1920年（大正9年） 飯能写生留守中に泥棒に入られ、淀橋の綾子実家（実氏在住）の隣家、淀橋柏木成子北側128（大久保駅から淀橋浄水場への線路際の貸間）に一時移る。ロシアの盲目青年・エロシェンコに出会う。内田巌と会う。
- 1921年（大正10年） 長男・俊一誕生。3月末、下落合623にアトリエ新築（大工・渡辺浪太郎。大正9年12月～10年3月）。坂本繁二郎を知る。第8回二科会展に「静かなる曇り日」が初入選（以降第9回「さびしき日」第10回「夕日の路」入選）。山下新太郎、中川紀元を知る。佐伯祐三（下落合661）と往来始まる。自宅で鶴田五郎（下落合645）とともに画塾「どんたくの会」始める（月会費5円）
- 1922年（大正11年） 中村彝、寺内萬治郎らと金塔社結成。平和記念東京博覧会に「赤き花（芍薬）」入選
- 1923年（大正12年） 会津八一を案内し中村を見舞う。会津八一から『南京新唱』表紙画の依頼あるも辞退。小出楢重を訪ねる
- 1924年（大正13年） 中村彝の葬儀に参列。遺稿集『藝術の無限感』の編纂にあたる
- 1925年（大正14年） 第12回二科展で「冬日」「荒園」「晩秋風景」3点が樗牛賞を受賞。塚原校長の招きで一か月に二回勤務として旧制静岡高等学校講師となる（～1926年）。教え子に小山五郎ら。今村銀行倒産のため今村繁三からの援助止む
- 1926年（昭和元年） 帰朝直後の佐伯祐三を訪ね前田寛治とともに滞欧作をみる。美校同窓生らに鈴木信太郎、野間仁根を加え柘榴社結成を結成
- 1927年（昭和2年） 会津八一のすすめにより信州山田温泉風景館に行く。富士見高原療養所に入院（6月13日～7月2日）
- 1928年（昭和3年） 今村繁三の弟今村信吉より援助再開（1930年まで3年間。毎月25円）富士見高原療養所に入院（5月26日～6月4日）
- 1929年（昭和4年） 窮する一念のために熊谷守一や友人ら34名が新宿紀伊国屋で「一念会」寄贈画展。会津八一に油絵を手ほどき。富士見高原療養所に入院（5月3日～6月6日）
- 1930年（昭和5年） 離婚を決意。長女・光果は妻が伴い除籍。渡部氏による頒布会（1932年まで）
- 1931年（昭和6年） 第二次画塾「どんたくの会」を発足（1934年より休会）。小出楢重死去で二科会会員（当時定員20名）に推挙される。家事の雇人を田子の浦の井出さとに依頼も病気のため妹のせつが横浜より来る
- 1932年（昭和7年） 第19回二科展に「かれはなばたけ」「いちぢく」2点を出品。伊藤廉を知る。外房州、太海の江澤館に行く
- 1934年（昭和9年） 二科会を退会を山下新太郎、安井曽太郎に申し出。無所属となる
- 1935年（昭和10年） 独立美術協会会員となる。第5回独立展に「種子静物」「ざぼん」2点を出品。『曽宮一念作品集1～2』刊行。安井曽太郎を媒酌名義人とし、井出せつと再婚。尾道の小林和作方に滞在。京都の須田国太郎方に滞在。資生堂にて10月東京個展。11月大阪個展開催。
- 1936年（昭和11年） 第6回独立展に「冬の海仁科」「波太」を出品。画商後藤真太郎、西川武郎らと往来始まる。松本竣介から『雑記帳』への執筆・挿絵の依頼受ける
- 1937年（昭和12年） 富士見高原療養所にカリエスの疑いで入院（翌9月まで）。病床の窓から毎日のように山と雲を鉛筆スケッチ。富士見清風荘に移る。7月独立美術協会を退会。水原秋桜子から「馬酔木」への執筆依頼受ける
- 1938年（昭和13年） 随筆集『いはの群』刊行。『曽宮一念作品集3』刊行。伊藤廉、林重義、里見勝蔵らと霜林会（石原求龍堂主催）結成、兜屋画廊にて第一回展
- 1940年（昭和14年） 牧野虎雄、曽宮一念、里見勝蔵、小林和作と宗美会（画商 飯国二郎主催）結成、資生堂画廊にて第一回展
- 1941年（昭和16年） アトリエを修繕工事。安井曽太郎、金山平三、牧野虎雄との湶晨会展を東京日本橋高島屋で開催（～1944年）
- 1942年（昭和17年） 素描集「すその」刊行。奈良にて上司海雲と知り合う。細川護立が油彩「夕日」を購入。鳥取、松江・宍道湖に行く
- 1943年（昭和18年） 長女曽宮夕見誕生。随筆集『夕ばえ』刊行。中学2年国語教科書（東京書籍）に採用される。長男・俊一、東京美術学校建築科修了ののち、12月入隊。久留米、北海道の軍学校を経て北支へ配属。安井からの東京美術学校勤務の要請を辞退。野間賞を受賞
- 1944年（昭和19年）（50歳） 静岡県吉原町に疎開
- 1945年（昭和20年） 長男・俊一戦死。静岡県富士宮市に移る
- 1946年（昭和21年） 再興国画会に入会。梅原龍三郎から日展審査員の依頼を受ける。日展に「麦」12号を出品。福田平八郎を知る
- 1947年（昭和22年） 掛川より青木達弥とともに池新田の砂丘へ行く
- 1947年（昭和22年）-1954年（昭和29年）資生堂ギャラリー第一次椿会に出展。作品所蔵資生堂アートハウス
- 1948年（昭和23年） 山口源と小千谷、小出へ旅行。随筆集『裾野』刊行
- 1949年（昭和24年） 長崎を経由し阿蘇、鹿児島・桜島を訪ね、以降「火の山巡礼」始まる。坂本繁二郎と交流
- 1950年（昭和25年） 針谷設計、岩崎組工事により画室修繕。鈴木要二、与平と知り合う
- 1952年（昭和27年） 『袖の中の蜘蛛』刊行。藤枝静男（眼科医・勝見次郎）が自宅を訪ね作品を請う。秋野不矩と交流。浜松にて作品展・頒布会開催
- 1955年（昭和30年） 『榛の畦みち』刊行。10月浜松にて六鳥会（耳野、保徳、寺内、高間、石橋、曽宮）と雨田箏曲の会。銀座松坂屋5階画廊にて曾宮一念個展10月21日～26日
- 1956年（昭和31年） 浜松にて曾宮一念展覧会4月10日～12日
- 1957年（昭和32年） 北海道旅行。浜松にて講演会、展覧会開催5月4日
- 1958年（昭和33年） 1月浜松にて六鳥会（耳野、保徳、寺内、高間、石橋、曽宮）と雨田箏曲の会。随筆『海辺の熔岩』刊行。山の文芸誌「アルプ」に随筆や挿画の出稿はじまる。北海道旅行
- 1959年（昭和34年）（66歳）第7回日本エッセイストクラブ賞受賞。緑内障で右眼を失明
- 1960年（昭和35年） 長野県富士見町六道に山荘をつくる
- 1961年（昭和36年） 鹿児島市立美術館にて展覧会。『現代作家デッサン集曽宮一念』刊行
- 1962年（昭和37年） 『日曜随筆家』刊行。串田孫一と上高地、焼岳へ旅行
- 1963年（昭和38年）（70歳）右眼摘出手術。左眼も10年で失明の宣告を受ける
- 1964年（昭和39年） 『泥鰌のわた』刊行。「トレド城山」（鎌倉、神奈川県立近代美術館所蔵）
- 1965年（昭和40年） 第39回国画会展に「平野夕映え」ほか出品。視力障害のため国画会退会
- 1966年（昭和41年） 松屋銀座にて曽宮風景画展1月5日～12日『曽宮一念作品集』刊行
- 1967年（昭和42年） 『東京回顧』刊行。海路にてヨーロッパ百日洋行（翌2月まで）
- 1968年（昭和43年） 随筆集『紅と灰色』刊行
- 1969年（昭和44年） 画集『紅と灰色』刊行
- 1970年（昭和45年） 画集『火の山』刊行、絶筆『毛無山』を描く
- 1971年（昭和46年）（78歳）両眼失明により画家を廃業。文筆や書を始める。孫・潤誕生
- 1972年（昭和47年） 『白樺の杖』刊行
- 1973年（昭和48年） 『夕ぐも』刊行。文藝春秋画廊で「曽宮一念書画展」
- 1974年（昭和49年） 『みどりからかぜへ』刊行。浜松市美術館にて「曽宮一念画業展」
- 1975年（昭和50年） 『砂上の画』刊行
- 1976年（昭和51年） 版画集『窓』刊行
- 1977年（昭和52年） 詩画集『風紋』刊行
- 1978年（昭和53年） 常葉美術館にて「曽宮一念展」。梅田近代美術館にて「曽宮一念・孤高の詩情展」
- 1980年（昭和55年）『夏山急雨』刊行
- 1983年（昭和58年） 歌集『へなぶり 火の山』刊行
- 1984年（昭和59年） 福井の窯元(喜多村作太郎)で陶板を制作
- 1985年（昭和60年）『武蔵野挽歌』刊行。静岡新聞「わが青春」15回連載
- 1986年（昭和61年） 佐野美術館にて「曽宮一念 素描淡彩展」（致道博物館へ巡回）
- 1987年（昭和62年） 歌集『雁わたる』刊行。静岡県立美術館にて「静岡の美術I 詩情の洋画家 曽宮一念」展
- 1988年（昭和63年） 東京都庭園美術館にて「牧野虎雄・曽宮一念展」
- 1989年（平成元年） 『火の山巡礼 大沢健一編』刊行。随筆集『にせ家常茶飯』刊行
- 1992年（平成4年） 静岡新聞社より『画家は廃業』刊行。画文集『九十九の店じまい』刊行
- 1993年（平成5年） 常葉美術館にて「曽宮一念・百寿展」
- 1994年（平成6年）（101歳）心不全のため死去。妻・せつも一念の死の3日後に死去。なお、本人の遺志で遺体は日本医科大学へ献体され、葬儀、告別式は行われなかった。
- 1995年（平成7年） 藤原記念館でお別れの会を開く。詩歌集『雲をよぶ　大岡信編』刊行。遺作歌集『へなぶり拾遺』刊行。エッセイ『榛の畦道・海辺の熔岩』刊行。遺作120点余を常葉美術館と群馬・大川美術館に寄贈。会報誌「すそののくも」発刊。一念を偲ぶ「夕雲会」結成
- 1996年（平成8年）常葉美術館にて「曽宮一念 人と美術 遺作展」。献体により1年半ぶりに遺体が帰郷する。『回想 曽宮一念 夕雲会編』刊行。大川美術館にて「曽宮一念・遺作展」前・後期
- 1997年（平成9年） 敦賀市立博物館にて「詩情の洋画家 曽宮一念と敦賀」展
- 1999年（平成11年） 静岡アートギャラリーにて「曾宮一念 自然との語らい展」
- 2001年（平成13年） 常葉美術館にて「曽宮一念の芸術」展
- 2003年（平成15年） 北のアルプ美術館にて「曽宮一念 アルプに残した足跡」展。佐野美術館にて「夕ばえの洋画家　曽宮一念展」。フェルケール博物館にて「生誕110年記念 曽宮一念展」。浜松市美術館にて「風景と花の画家 曽宮一念展」
- 2007年（平成19年） 常葉美術館にて「所蔵・曽宮一念展」（東御市梅野記念絵画館へ巡回）
- 2008年（平成20年） 駿府博物館にて「曽宮一念　油彩・淡彩素描展」開催
- 2009年（平成21年） アートフェア東京2009　至峰堂画廊ブースにて「曾宮一念展」開催
- 2010年（平成22年） 新宿歴史博物館にて開催の「佐伯祐三展」に佐伯から贈られた友情の証であるイーゼルを初展示。静岡県富士宮市富士山環境プラザにて「曽宮一念油彩画展」二科展樗牛賞「荒園」初公開　開催
- 2011年（平成23年） 兜屋画廊にて曽宮一念展（5月17日～）　開催
- 2012年（平成24年） 常葉美術館にて曽宮一念他の洋画家たち　収蔵名品展（2月18日～）　開催。会津八一記念博物館にて早稲田をめぐる画家たちの物語（9月24日～）　開催
- 2013年（平成25年） 日動画廊にて曽宮一念展（3月27日～4月8日）　開催
- 2014年（平成26年） ART FAIR TOKYOArtistic Practices「日本が創った近代」にて「焼岳山頂」12号出品（3月7日～9日）東京ステーションギャラリー「洋画家たちの青春ー白馬会から洸風会へ」にて「桑畑」出品（3月20日～5月6日）
- 2015年（平成27年） 佐野美術館（8月22日～9月27日）浜松市美術館（11月14日～12月25日）「「曾宮一念と山本丘人　海山を描く、その動と静」開催。静岡市画廊にて曽宮一念展（8月21日～30日）開催
- 2016年（平成28年）曽宮一念研究会発足
- 2017年（平成29年）川越市立美術館（7月22日～）掛川市二の丸美術館（12月29日～）等「名品と出会う～企業コレクションによる日本近代洋画」に「冬日」出品。常葉美術館（10月28日～11月26日）開館40周年記念「曽宮一念展」開催。
- 2018年（平成30年） 日動出版より「曽宮一念作品集」刊行
- 2019年（平成31年/令和元年）福井市美術館(小室)にて「曽宮一念展」（1月12日～1月20日）開催。 日動画廊にて画集刊行記念「曽宮一念展」（3月27日～4月18日）開催。 日動画廊名古屋にて常設展示特別陳列集刊行記念「曽宮一念展」（3月27日～4月18日）開催。フェルケール博物館にて「 曽宮一念回顧展」(9月21日～12月1日)開催。鹿児島市立美術館にて「鹿児島市政130周年記念没後25年 曽宮一念展」（10月3日～11月10日)開催。鈴与カレンダーに採用
- 2020年(令和2年)　静岡県立美術館にて収蔵品展「曽宮一念とその時代」(9月15日～11月15日)開催。駿府博物館にて開館50周年記念　「曽宮一念展～朽ちることなき心象風景」前期・後期　計58作品展示(10月24日～ら12月20日)開催。NHK Eテレ 日曜美術館アートシーンにて紹介(12月6日放送)。静岡市画廊にて曽宮一念淡彩画展（11月13日～23日）開催。
- 2021年(令和3年)　銀座・兜屋画廊にて「曽宮一念展」(2月2日〜14日)開催。静岡県立美術館にて収蔵品企画展「ストーリーズ」(4月6日～5月16日)にて『毛無山』など展示。群馬県桐生市大川美術館にて企画展「松本峻介と昭和モダン」に江の浦「冬日」展示(10月16日～12月12日)開催。丸紅ギャラリーにて開館記念展「日仏近代絵画の響き合い」に「桜島」展示(11月1日～1月31日)開催。
- 2022年(令和4年)　松坂屋静岡店にてリニューアルオープン記念企画展「曽宮一念作品展」(5月4日〜10日)開催。松本市美術館にて「鹿児島市立美術館名品展」に「南岳爆発」展示(10月8日〜11月27日)開催。
- 2023年(令和5年)　4月夕雲会による「すそののくも」最終刊。群馬県桐生市大川美術館にて企画展「生誕130年記念　曾宮一念-空にけやきをゆする風」(4月18日～6月11日)開催。静岡県立美術館にて収蔵品展「美術館のなかの書くこと」（7月25日〜9月18日）に「水仙」「獲物(やまどり)」ほか書軸作品展示。兜屋画廊にて「曽宮一念展」(9月12日〜24日)開催。美濃加茂市民ミュージアム(9月16日〜10月22日)および早稲田大学歴史館(11月18日〜12月17日)にて企画展「津田左右吉と藝術」に「落合風景」「波太港沖の岩礁」ほか展示。松坂屋静岡店にて「曽宮一念淡彩画展」(10月18日〜24日)開催。藤枝市郷土博物館にて文学館企画展「曽宮一念と藤枝静男」（12月9日〜2024年1月28日）開催。
- 2024年(令和6年)　静岡常葉ギャラリーにて収蔵名品展「トコハの名品」(前期2月17日～3月4日・後期3月6日〜17日)に「冬日」など油彩画23点展示。 松坂屋静岡店にて「曽宮一念 淡彩画展」( 4月17日～23日)開催。

## 著書
- 曽宮一念作品集 第1-3輯 美術工芸会、1935-8年
- いはの群 座右宝刊行会、1938年
- すその 素描集 春鳥会、1942年
- 夕ばえ 石原求龍堂、1943年
- 裾野 四季書房、1948年
- 袖の中の蜘蛛 四季社、1952年
- 榛の畦みち 四季社、1955年。講談社文芸文庫、1995年
- 海辺の熔岩 創文社、1958年 同
- 曽宮一念 現代作家デッサン集38編 芸草堂、1961年
- 日曜随筆家 創文社、1962年
- 泥鰌のわた 創文社、1964年
- 曽宮一念作品集 美術出版社、1966年
- 東京回顧 創文社、1967年
- 紅と灰色 画集 木耳社、1968年
- 火の山 画集 木耳社、1970年
- 白樺の杖 木耳社、1972年
- 夕ぐも 書画集 木耳社、1973年
- みどりからかぜへ 求龍堂、1974年
- 砂上の画 自選エッセイ集 蝸牛社、1975年
- 風紋 詩画集 五月書房、1977年
- 夏山急雨 創文社、1980年
- 武蔵野挽歌 文京書房、1985年
- 雁わたる 文京書房、1987年
- ニセ家常茶飯 木耳社、1989年
- 火の山巡礼 大沢健一編 木耳社、1989年
- 画家は廃業 98翁生涯を語る 静岡新聞社、1992年
- 九十九の店じまい 画文集 木耳社、1992年
- 雲をよぶ 詩歌集 大岡信編 朝日新聞社、1995年
- へなぶり拾遺 木耳社、1995年
- 曽宮一念作品集　日動出版、2018年

### 評伝
- 回想 曽宮一念 夕雲会編 木耳社、1996年
- 雲を見る人: 孤高の風景画家曽宮一念　増永廸男　福井新聞社　2019年
- 洋画家の美術史 ナカムラクニオ　光文社新書　2021年
- 曽宮一念、藤枝静男宛書簡　羽衣出版　2015年